# Marvin Priest
Marvin Priest (* 27. Oktober 1981, bürgerlich Marvin Elliott) ist ein britisch-australischer Pop- und R&B-Sänger. Er ist der Sohn des britischen Reggae-Musikers Maxi Priest und der Bruder von Ryan Priest, der Mitglied der britischen Band Ultimate Kaos war. 

## Karriere
Marvin Priest begann 2007 bei UB40 als Backgroundsänger. Er wurde 2011 bekannt durch seine Debütsingle Own this Club, die in Australien Platz 6 der Singlecharts erreichte und mit Doppelplatin ausgezeichnet wurde. Sein erstes Album Beats & Blips erschien in Australien im November 2011. Weitere Singleauskopplungen aus dem Album sind Take Me Away featuring Wynter Gordon, das Platz 32 der australischen Charts erreichte und mit Gold ausgezeichnet wurde, sowie Feel the Love featuring Fatman Scoop (Platz 60).

## Diskografie
Alben
- 2011: Beats & Blips

Singles
- 2011: Own This Club
- 2011: Take Me Away (feat. Wynter Gordon)
- 2011: Feel the Love (feat. Fatman Scoop)